# 白臀鹿
白臀鹿（学名：Cervus canadensis macneilli）为加拿大马鹿的川西亚种，为中国西部地区的特有种。为一种大型鹿，全身褐色或灰色。因臀部白色，故名。生活在高海拔地区。为中国国家二级保护野生动物。